# David John Lloyd
David John Lloyd (29. března 1957 – 31. května 2021) byl anglický malíř a hudebník. Lloyd využíval při své tvorbě kombinaci různých přístupů. Jeho práce zahrnovala především olejomalbu a klasickou kresbu, věnoval se však i sochařství. Romantický expresionismus jeho obrazů byl obohacen zkušenostmi z jeho cestovatelského života ve Francii, Španělsku, Vietnamu, Kambodži a Česku.

## Život
Narodil se v Litchfieldu ve Spojeném království. Studium umění započal na Mid-Cheshire School of Art mezi lety 1973–75. Bakalářské studium v oboru výtvarného umění absolvoval na Brighton University mezi lety 1975–1978. Magisterské studium ve stejném oboru dokončil na Chelsea School of Art a Londýnské univerzitě v roce 1979.
Jako akademický malíř se umění věnoval celoživotně, ale z finančních a existenčních důvodů se musel často živit i jinými profesemi, často v řemeslné sféře, později i podnikal. V důsledku ekonomické recese v 80 letech jeho podnik zkrachoval a rozhodl se opustit Británii a naplno se věnovat umění.
Usadil se ve Španělském Katalánsku, kde tvořil a vystavoval až do konce devadesátých let, kdy se začal věnovat cestování po jižní Asii (Kambodža, Vietnam). Od roku 1995 vystavoval i v České republice, a nakonec se trvale usadil na Ostravsku.
V roce 2008 vážně onemocněl v důsledku dlouhodobého pití alkoholu. I přes následnou úplnou abstinenci od alkoholu jej provázely dlouhodobé zdravotní potíže, prodělal transplantaci jater po nálezu rakoviny v roce 2017. Po další 4 roky žil plnohodnotný život a do své tvorby zakomponoval těžké zážitky a zkušenosti z nemoci a léčby. Aktivní byl až do roku 2021, kdy znovu onemocněl rakovinou, na kterou 31. května zemřel.

## Umělecká tvorba
Během studia se věnoval především abstraktnímu expresionismu, který se dále rozvíjel ve specifickou expresionistickou krajinomalbu, inspirovanou životem ve Španělsku. Postupně do své práce komponoval více figurální malby, akty a tváře.
Své obrazy vystavoval ve Velké Británii, Španělsku, Rakousku, Polsku, Spojených státech a Česku.

### Technika
Lloyd využíval vícero technik, z nichž mnohé zůstaly jeho tajemstvím. Tvorba zahrnovala olejomalby na různé materiály, jako plátno, dřevo, kov a sklo. Významný podíl na jeho tvorbě má i kresba tužkou.

## Hudební tvorba
Lloyd se sám učil hrát na saxofon, vystupoval jako amatérský muzikant v různých lokálních projektech ve Španělsku a Česku. Tuto hudbu často používal jako podkres při svých výstavách.
Systematicky se hudbě začal věnovat po roce 2010, kdy spoluzaložil projekt The Band Line, kde vytvářel texty, zpíval, hrál na saxofon, foukací harmoniku a akustickou kytaru. S kapelou Line koncertoval po české klubové scéně. V roce 2015 vyšlo kapele album Left Side of The Dial.